# Вокзальная улица (Прилуки)
Вокза́льная у́лица (укр. Вокза́льна вулиця) — одна из центральных улиц города Прилуки. Ведёт к Железнодорожному вокзалу. До строительства в Прилуках железнодорожной станции, улица вела в город Пирятин и называлась Пирятинской. После строительства станции была переименована в Вокзальную, затем в улицу Свердлова. В 2001 году ей было возвращено второе историческое название.

## Трассировка
Начинается от Центральной площади Прилук и заканчивается Привокзальной площадью. На своём протяжении пересекается с улицами:

- Николаевская улица
- Константиновская улица
- улица 1-го Мая
- улица Николая Яковченко

## Здания, сооружения, места
Застроена домами этажностью 4—9 этажей. На улице располагается множество магазинов, школа, гостиница «Прилуки», в конце улицы железнодорожный вокзал станции Прилуки, рынок «Привоз».
Адреса:
- 2 — гостиница «Прилуки»
- 22 — Гимназия № 5
- 35 — детский сад № 11

## Транспорт
Остановки: Банк, Галантерейная фабрика, Гастроном № 7, Ж/д вокзал

Автобус: 4, 6, 7, 8а, 13, 30

Маршрутное такси: 2, 2а, 4а, 22